# 해재르 대학교

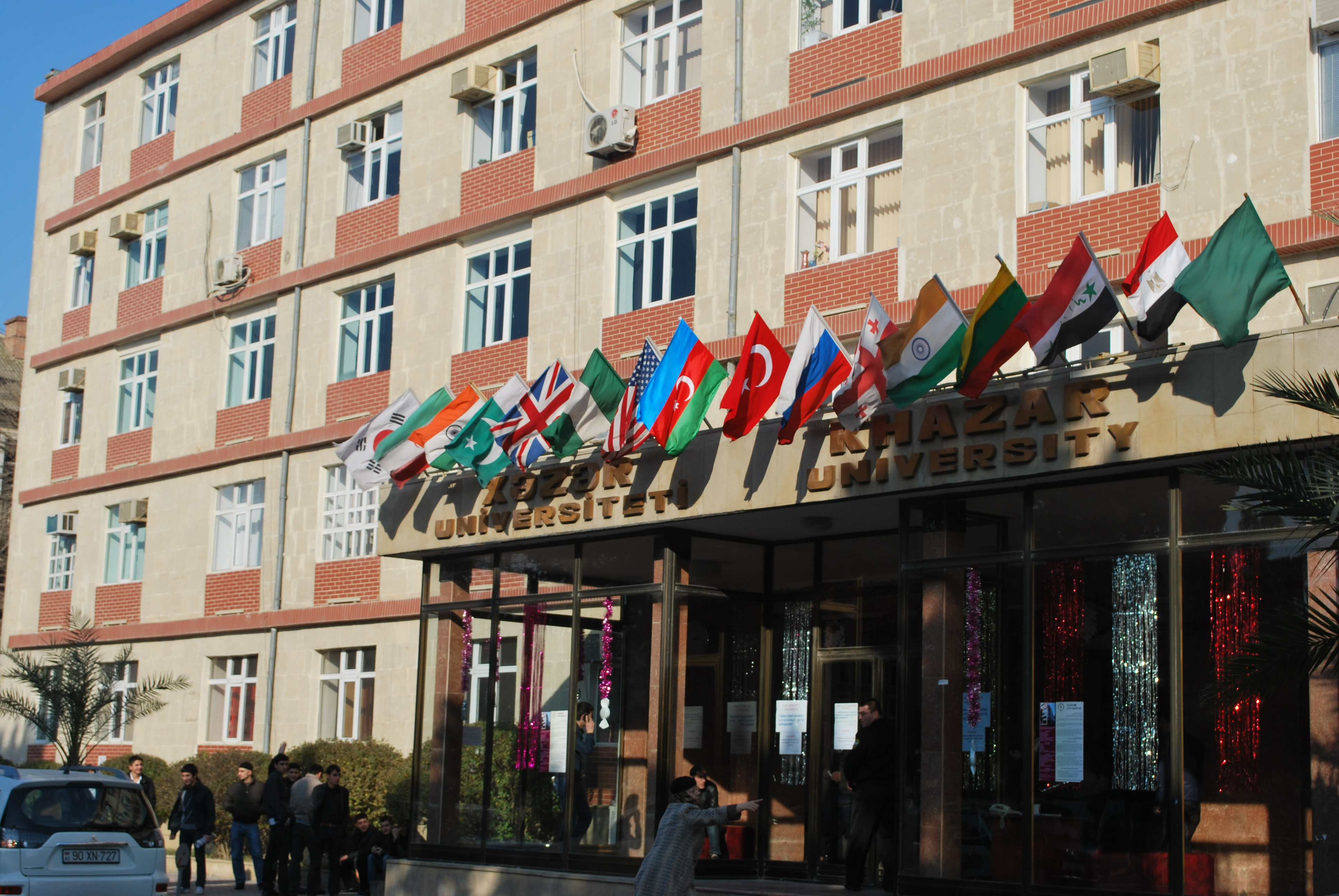

해재르 대학교(Xəzər Universiteti, 아제르바이잔어로 ‘카스피 해 대학’ 이란 뜻)는 아제르바이잔의 수도 바쿠에 위치해 있는 사립 대학교이다.

## 설립 배경
Hamlet Isaxanli (Isayev) 교수에 의해 동부 유럽, 코카서스와 중앙아시아 및 아제르바이잔에서 서구식 고등 교육 및 연구기관을 도입한 최초의 사립대학이다. 구 소련 구조 아래에서의 고등 교육 시스템에 대한 부족함을 느끼고 교육 개선에 대한 방안으로 해재르 대학교를 세우게 되었다.

## 학교 정보
학부, 대학원, 박사과정과 더불어 유치원, 초등 및 중등학교 수준의 학교를 연구, 운영하고 있다.
해재르 대학교에는 약 200명의 교수진과 강사진들이 있으며 대부분은 유럽과 미국에서의 학위를 가지고 있다. 해재르 대학교에서 모든 기본 언어는 영어이다. 이러한 요인은 학생들을 위한 학업 및 전문분야의 기회를 증가하고 그들을 교육시켜 세계화의 국제 환경에서의 더 나은 실력을 목표로 한다.
6개의 단과대학에서 교육, 훈련 및 연구를 제공하고 있으며, 각 대학은 다음과 같은 분야에서 학부, 대학원 및 박사 학위 과정을 제공한다.
- 건축, 엔지니어링 및 응용 과학 대학: 컴퓨터 과학, 컴퓨터 공학, 석유 공학, 환경 공학, 수학, 경영, 건축 및 토목 공학.
- 경제, 경영 대학: 경영학, 경제학, 마케팅, 재무, 회계, 관리 및 국제 비즈니스, 에너지 관리.
- 예술, 인문, 사회 과학 대학: 영어/영문학, 동양 언어(아랍어, 페르시아어, 일본어), 서양 언어 (영어, 프랑스어, 이탈리아어, 독일어, 스페인어, 러시아어), 아제르바이잔어/ 문학, 문헌학, 신문방송, 언어학, 정치학, 국제 관계학, 분쟁 연구학, 지역 연구학 (코카서스와 중앙 아시아, 유럽 연합, 중동, 미국, 동아시아).
- 법학 대학: 법률 및 국제법.
- 의과 대학: 생물 의학, 의학, 치의학 및 공중 보건.
- 교육 대학: 초등학교 교육, 수학 및 컴퓨터 과학, 교육 행정, 역사 및 교육 철학.
- 'Dunya' 학교: 유치원, 초등, 중등 및 고등학교로 함께 이루어져 있는 Dunya 학교는 교육대학과 함께 연계되어 있다. 학교 수업에서의 주요 언어는 아제르바이잔어이고 영어를 제 2언어로 사용한다.

경제 및 비즈니스 연구 교육, 사전 및 백과사전 센터, 교육 정책 연구소, 과학 및 예술 모임, 심리학 상담 및 심리 센터 등과 같은 광범위한 연구를 위한 연구 및 교육 훈련 센터가 운영되고 있다.

## 학생 지원 시스템
해재르 대학교는 학생들을 위해서 자신의 학문적 노력을 만족시키기 위한 뮤지컬, 댄스, 연극 동아리와 같은 다른 활동에 참여할 수 있다. 또한 학생들은 카펫 만들기, 보석 세공과 같이 문화 수업 과목으로 다른 응용 예술도 선택할 수 있다.
스포츠 또한 대학 생활에 큰 역할을 한다. 미식축구, 배구, 농구, 체스와 같은 대항경기 형태의 운동들과 격투 종목인 가라데, 유도와 함께 최근에 구성된 쿵후 클럽도 있다.

## 참조
1. 에밀리 반 Buskirk, ‘아제르바이잔 교육의 현재 동향 - Hamlet Isaxanli교수와의 토론에서’, 카스피해 연구 프로그램, 하버드 대학교, 2001년4 월 25일, [2006년 4월 14일에 발췌]